# Мортън
Вижте пояснителната страница за други значения на Мортън.
Мортън (на английски: Morton) е град в окръг Люис, щата Вашингтон, САЩ. Мортън е с население от 1045 жители (2000) и обща площ от 2,7 km². Намира се на 289 m надморска височина. ЗИП кодът му е 98356, а телефонният му код е 360.